# Ward (Neuseeland)
Ward ist eine Siedlung im Marlborough District auf der Südinsel von Neuseeland.

## Namensherkunft
Die Siedlung wurde nach Joseph George Ward benannt, der zwei Mal Premierminister von Neuseeland war.

## Geographie
Die Siedlung befindet sich rund 37 km südsüdöstlich von Blenheim und rund 10 km südlich von Lake Grassmere/Kapara Te Hau zwischen verschiedenen kleinen  Creeks, die gut 2 km östlich in den Flaxbourne River münden. Der nächstliegende Ort ist Seddon, rund 18 km nördlich gelegen. Durch die Siedlung führen der New Zealand State Highway 1 und die Eisenbahnstrecke des South Island Main Trunk Railway, letzterer aber ohne einen Haltepunkt in der Siedlung vorzufinden. Dieser liegt im nördlich gelegenen Seddon.

## Geschichte
Ward war früher einmal ein Teil der sogenannten Flaxbourne Station, eine 29.000 Hektar große Farm, die 1847 von den Siedlern Charles Clifford und Aloysiua Weld am Flaxbourne River für die Schafzucht errichtet worden war. 1879 sollen auf dieser Farm über 60.000 Schafe geweidet haben.

## Wirtschaft
Die Siedlung und ihr Umland leben von Farmwirtschaft und Weinanbau.

## Bildungswesen
Die Siedlung verfügt mit der Ward School über eine Grundschule mit den Jahrgangsstufen 1 bis 8. Im Jahr 2014 besuchten 33 Schüler die Schule.

## Bevölkerung
Zum Zensus des Jahres 2013 zählte der Ort 141 Einwohner in 51 Haushalten.